# Bell Télé Fibe
 (août 2011).
Si vous disposez d'ouvrages ou d'articles de référence ou si vous connaissez des sites web de qualité traitant du thème abordé ici, merci de compléter l'article en donnant les références utiles à sa vérifiabilité et en les liant à la section « Notes et références ».
Bell Télé Fibe est un service de distribution télévisuel en utilisant le protocole IPTV par abonnement fourni par Bell Canada. Le service vient en forfait avec le service Bell Fibe Internet et utilise la plateforme Microsoft Mediaroom.
Bell Télé Fibe a été lancé le 13 septembre 2010 dans des secteurs modernisés de Toronto et Montréal et en juillet 2011 sur FTTH (fibre jusqu'au domicile) dans la région de la ville Québec. Le déploiement du service se poursuit et devrait rejoindre 5 millions de résidences d'ici 2015. À l'aube de l'hiver 2016 la solution FTTH permet des vitesses allant jusqu'à 1 Gbit/s. Et ce sans compromettre les services de IPTV et de Voix sur ip (VoIP).
En 2014, le marché Bell Télé Fibe couvre presque toute la ville de Québec, Sherbrooke, Trois-Rivières, et commence dans les secteurs entourant l'île de Montréal.
En 2015, Bell Aliant FibreOP construit un réseau de fibre optique dans la région du Saguenay Lac Saint-Jean. Par la suite, en 2016, Bell télé Fibe fait l'acquisition de l'infrastructure FibreOP et sa gamme de services et continue ses activités d'opérateur historique dans cette région sous le nom de Bell télé Fibe.

## Acheminement et restrictions techniques
Bien que son nom suggère l'utilisation de la fibre optique, Bell utilise la technologie FTTN (fibre jusqu'au quartier) principalement sur l'île de Montréal. À partir de là, une tolérance de moins de 900 mètres de fils de cuivre téléphoniques déjà en place est nécessaire, étant donné la complexité du réseau téléphonique de cuivre existant dans la métropolitaine de Montréal. Bell a cependant commencé le déploiement de Télé Fibe un peu partout au Québec sur du FTTH (fibre partagée jusqu'au domicile).
Dans le premier cas, l'abonné sur cuivre est équipé d'un modem VDSL2 qui sert à la fois pour internet et la télévision. En 2011, un débit d'au moins 48 Mbit/s est alloué au modem qui doit partager cette bande passante avec le plan internet du client et la bande passante requise par le récepteur vidéo personnel (RVP) qui sert de gestionnaire central. L'abonné peut posséder jusqu'à six récepteurs dans la maison qui sont reliés soit par câblage Ethernet, coaxial ou sans fil. Il n'est pas possible de posséder deux RVP dans le même abonnement. Chaque abonné peut enregistrer ou regarder en direct au maximum trois émissions en haute définition et une émission en définition standard à partir de n'importe quel récepteur dans la maison. Le visionnement d'une émission sur demande limite le maximum à trois enregistrements en même temps.
L'enregistreur HD ou 4K est équipé d'un disque dur de 1 To et peut conserver 320 heures de contenu en HD (808 heures en SD/150 heures en 4K).
Les émissions HD requièrent environ 6,8 Mbit/s et les émissions en SD environ 2,8 Mbit/s compressés en MPEG-4.
Pour ce qui est de la technologie FTTH (Fiber To The Home), l'abonné à droit à des vitesses en amont et en aval de 15 Mbit/s, 25 Mbit/s, 50 Mbit/s, 175 Mbit/s, 300 Mbit/s et 940 Mbit/s (pouvant atteindre 1000 Gbit/s avec le HH 3000). Le récepteur principal peut enregistrer jusqu'à 320 heures HD et 808 heures standard. On peut enregistrer jusqu'à trois émissions en qualité HD et une en standard. Bell offre jusqu'à six récepteurs par abonné, avec la possibilité d'avoir jusqu'à cinq récepteurs sans fil, RVP exclus. 
Bell offre depuis peu[Quand ?] le produit Bell Télé Fibe pour le marché affaire. Les vitesses Internet peuvent atteindre 300 Mbit/s et le client affaire peut avoir jusqu'à 10 récepteurs sans obligation au RVP. Pour la VoIP, huit lignes sont disponibles. Bien sûr seulement sur la technologie FTTH.

## Fonctionnalités
- Enregistreur Partout chez vous, permet de visionner une émission enregistrée sur n'importe quelle télé de la maison, et permet aussi de mettre une émission sur pause et la reprendre dans une autre pièce, permet également de programmer, arrêter ou effacer les enregistrements à partir de n'importe lequel récepteur.
- Vidéo sur demande.
- La fonction rejouer permet de faire jouer une émission avec jusqu'à 30h de retard
- Applications Télécommande Télé Fibe pour iPhone, iPad de AppleMC et téléphone Android, TSN Extra, RDS Extra, Stingray Musique, Facebook, Twitter et MétéoMédia.
- Guide horaire électronique sur 13 jours personnalisable permet d'effectuer une recherche par titre, acteur, ou par mot clé.
- Incrustation d'image.
- Changement de canal instantané, virtuellement sans attente.
- Pour chaque chaîne abonnée, sa version haute définition est fournie sans frais supplémentaire.

## Offre Télévisuelle
L'offre des canaux est presque identique au service Bell Télé par satellite, à quelques différences près.
- Seules les chaînes de télévision locales et celles de Vancouver sont distribuées, en définition standard et haute définition. Les chaînes des autres provinces (Alberta, Saskatchewan, etc.) sont omises.
- Les réseaux américains du Vermont sont offerts au lieu de ceux de Boston.
- La position des canaux haute définition dans la grille sont faciles à se souvenir en mettant un '1' devant (exemple CBMT (CBC Montréal) au canal 205 se retrouve au 1205 en haute définition).
- Les chaînes musicales numériques de catégorie 2 telles que bpm:tv, MuchVibe et Juicebox ne sont plus distribuées.
- Des canaux ont été créés pour accéder au contenu sur demande, ce qui est techniquement impossible par satellite.
- L'offre de chaînes internationales est beaucoup plus vaste.
- L'offre de chaînes radio inclut des stations de radio de faible puissance et universitaires à circuit fermé.